# Ротшильд, Майкл
Майкл Ротшильд (англ. Michael D. Rothschild; р. 2 августа 1942) — американский экономист.
Бакалавр колледжа Рид (1963); магистр (1965) Йельского университета; доктор философии (1969) Массачусетского технологического института. Работал в Гарварде (1969—1973), Принстоне (1973—1976 и с 1995; профессор с 1975), Висконсинском (1976—1984) и Калифорнийском (Сан-Диего; 1984—1995) университетах. Член Американской академии искусств и наук (с 1994).

## Основные произведения
- «Некоторые дальнейшие результаты измерения неравенства» (Some Further Results on the Measurement of Inequality, 1973, в соавторстве с Дж. Стиглицем);
- «Монополистическая конкуренция и разнообразие предпочтений» (Monopolistic Competition and Preference Diversity, 1992, в соавторстве с Р. Денекером).